# Список национальных валют, не включённых в стандарт ISO 4217
Список национальных валют, не включённых в стандарт ISO 4217 — перечень денежных единиц, которые почти во всех случаях являются законным средством платежа на территории указанных в данной статье государств и автономий, однако не упомянуты ни в общемировом стандарте ISO 4217, ни в Общероссийском классификаторе валют.
За редкими исключениями их выпуск носит эпизодический характер и преследует прежде всего представительские или коммерческие цели. Они — как правило, лишь объект для коллекционирования или инвестирования. Их курс номинально привязан к денежной единице метрополии или к союзной валюте, которые и являются базой локального денежного обращения. Ещё одна характерная особенность всех перечисленных ниже денежных единиц состоит в том, что они существуют исключительно в форме наличных денег.
Список включает только те выпуски монет и банкнот, которые были произведены после 2000 года. Дополнительно приводится информация о некоторых исторических денежных единицах, которые за время существования стандарта ISO 4217 (с 1978 года) не были включены ни в одну из его редакций.

## Денежные знаки государств и территорий, включённых в стандарт ISO 3166-1

### Краткий обзор
|                             |                                 |
| Пенни Острова Мэн 1839 года | Коллекционный нобль Острова Мэн |
|                             |                                 |
| Сентаво Восточного Тимора   | Сентаво Эквадора                |

В этом разделе перечислены денежные единицы, которые одновременно удовлетворяют следующим критериям:
- эмитирующее их государство или территория включено в стандарт ISO 3166-1 и имеет код alpha-2, что отличает такие денежные единицы от региональных, частных, электронных и т. п. валют, а также от выпусков непризнанных, частично признанных, виртуальных или микрогосударств;
- уполномоченный орган такого государства или территории эмитирует денежные знаки, отличные от используемых на его территории монет или банкнот коллективной или союзной валюты (например, от памятных двуевровых монет с одной единой для всех стран еврозоны стороной, а второй — выполненной в национальном дизайне страны-эмитента);
- на территории, для которой выпускаются, такие денежные единицы являются законным средством платежа (для полноты картины в отдельном разделе приводятся выпуски монетовидных медалей, фантастических, частных и т. п. денежных единиц, которые законным платёжным средством не являются);
- денежные единицы не включены в стандарт ISO 4217.

Перечисляемые в данном разделе денежные знаки (как правило, монеты, реже — банкноты) подразделяются:
- на банкноты и/или монеты, участвующие в денежном обращении;
- на разновидности коллекционных (памятных, юбилейных, инвестиционных или даже просто сувенирных) монет.

Так, и собственные монеты, и собственные банкноты параллельно с фунтом стерлингов имеют хождение в таких странах, как Гернси, Джерси, Остров Мэн. На Фарерских островах используют банкноты в фарерских кронах, привязанных к кроне датской, и датские эре в качестве разменных монет. В 2006 году примеру Фарерских островов планировала последовать другая бывшая административная единица Дании — Гренландия, однако осенью 2010 года правительство острова аннулировало своё решение о выпуске собственных банкнот (гренландских крон). В отличие от перечисленных стран, Восточный Тимор и Эквадор, отказавшиеся от национальных валют в пользу доллара США, чеканят только собственные разменные монеты — сентаво (точно так же в этих странах называются и американские центы).
В рамках валютного союза Швейцарии и Лихтенштейна последний обязуется использовать в качестве бумажных денег швейцарский франк, но сохраняет за собой право чеканки в виде монет франков лихтенштейнских. Правда, в последние время такие монеты выпускаются исключительно в виде коллекционных. Параллельно с монетами и банкнотами австралийского доллара на территории Тувалу всё ещё встречаются в обращении собственные монеты образца 1976 года (их выпуск завершён в 1994 году). Наконец, параллельно с новозеландским долларом собственные банкноты и монеты всё ещё участвуют в денежном обращении на Островах Кука, но их выпуск также прекращён.
В Токелау выпускаются монеты из сплавов (медно-никелевых, медно-цинковых и т. п.), из которых обычно делаются разменные монеты, участвующие в обращении. При этом на своём официальном сайте правительство архипелага отмечает, что это сувенирные монеты, которые при этом являются законным платёжным средством.
Во всех остальных случаях это монеты из золота, серебра или других драгоценных металлов (инвестиционные монеты), ориентированные на коллекционеров. Из них особого внимания заслуживает сан-маринский скудо. Официально присоединяясь к еврозоне, все государства получают право самостоятельной чеканки коллекционных монет евро, но лишаются возможности выпускать в какой-либо форме свои прежние денежные единицы. Ватикан и Сан-Марино — единственные пока исключения: они имеют право чеканить монеты, номинированные не только в евро, но и в других денежных единицах. При этом Ватикан таким правом ни разу не воспользовался и выпускает только участвующие в обращении и коллекционные евро, Сан-Марино же, помимо евро, выпустило несколько памятных монет, номинированных в скудо.

### Список денежных знаков
| Государство                                  | Основные сведения о валюте                                                    | Основные сведения о валюте                                                    | Основные сведения о валюте                                                    | Основные сведения о валюте                                                    | Основные сведения о валюте                                                    | Разменная монета                                                              | Разменная монета                                                              | Курс                                                                          | АИ / ДИ                                |
| Государство                                  | Название                                                                      | Тип                                                                           | Код                                                                           | Знак                                                                          | Изображение                                                                   | Название                                                                      | Доля                                                                          | Курс                                                                          | АИ / ДИ                                |
| Базовая валюта — фунт стерлингов (GBP)       | Базовая валюта — фунт стерлингов (GBP)                                        | Базовая валюта — фунт стерлингов (GBP)                                        | Базовая валюта — фунт стерлингов (GBP)                                        | Базовая валюта — фунт стерлингов (GBP)                                        | Базовая валюта — фунт стерлингов (GBP)                                        | Базовая валюта — фунт стерлингов (GBP)                                        | Базовая валюта — фунт стерлингов (GBP)                                        | Базовая валюта — фунт стерлингов (GBP)                                        | Базовая валюта — фунт стерлингов (GBP) |
| -------------------------------------------- | ----------------------------------------------------------------------------- | ----------------------------------------------------------------------------- | ----------------------------------------------------------------------------- | ----------------------------------------------------------------------------- | ----------------------------------------------------------------------------- | ----------------------------------------------------------------------------- | ----------------------------------------------------------------------------- | ----------------------------------------------------------------------------- | -------------------------------------- |
| Гернси                                       | Фунт (гернсийский)                                                            | Монеты и банкноты в обращении                                                 | (GGP)                                                                         | £                                                                             | Внешнее                                                                       | Пенни                                                                         | 1⁄100                                                                         | = 1 GBP                                                                       | [ gg 1 ]                               |
| Джерси                                       | Фунт (джерсийский)                                                            | Монеты и банкноты в обращении                                                 | (JEP)                                                                         | £                                                                             | Внешнее                                                                       | Пенни                                                                         | 1⁄100                                                                         | = 1 GBP                                                                       | [ je 1 ]                               |
| Остров Мэн                                   | Фунт (Острова Мэн)                                                            | Монеты и банкноты в обращении                                                 | (IMP)                                                                         | £                                                                             | Внешнее                                                                       | Пенни                                                                         | 1⁄100                                                                         | = 1 GBP                                                                       | [ im 1 ] [ im 2 ] [ im 3 ]             |
| Британская Территория в Индийском Океане     | Монеты БТИО                                                                   | Коллекционные монеты                                                          |                                                                               | £                                                                             | Внешнее                                                                       | —                                                                             | —                                                                             | = 1 GBP                                                                       | [ io 1 ]                               |
| Остров Вознесения                            | Монеты Острова Вознесения                                                     | Коллекционные монеты                                                          |                                                                               | £                                                                             | Внешнее                                                                       | Пенни                                                                         | 1⁄100                                                                         | = 1 GBP                                                                       | [ ac 1 ]                               |
| Тристан-да-Кунья                             | Монеты Тристан-да-Куньи                                                       | Коллекционные монеты                                                          |                                                                               | £                                                                             | Внешнее                                                                       | Пенни                                                                         | 1⁄100                                                                         | = 1 GBP                                                                       | [ ta 1 ]                               |
| Южная Георгия и Южные Сандвичевы острова     | Монеты ЮГиЮСО                                                                 | Коллекционные монеты                                                          |                                                                               | £                                                                             | Внешнее                                                                       | —                                                                             | —                                                                             | = 1 GBP                                                                       | [ gs 1 ] [ gs 2 ] [ gs 3 ]             |
| Базовая валюта — датская крона (DKK)         |                                                                               |                                                                               |                                                                               |                                                                               |                                                                               |                                                                               |                                                                               |                                                                               |                                        |
| Гренландия                                   | Решение о выпуске своей валюты принято в 2006 году, в 2010-м оно аннулировано | Решение о выпуске своей валюты принято в 2006 году, в 2010-м оно аннулировано | Решение о выпуске своей валюты принято в 2006 году, в 2010-м оно аннулировано | Решение о выпуске своей валюты принято в 2006 году, в 2010-м оно аннулировано | Решение о выпуске своей валюты принято в 2006 году, в 2010-м оно аннулировано | Решение о выпуске своей валюты принято в 2006 году, в 2010-м оно аннулировано | Решение о выпуске своей валюты принято в 2006 году, в 2010-м оно аннулировано | Решение о выпуске своей валюты принято в 2006 году, в 2010-м оно аннулировано | [ gl 1 ]                               |
| Фарерские острова                            | Крона (фарерская)                                                             | Банкноты в обращении                                                          | (FOK)                                                                         | kr                                                                            | Внешнее                                                                       | —                                                                             | —                                                                             | = DKK 1                                                                       | [ fo 2 ]                               |
| Базовая валюта — доллар США (USD)            |                                                                               |                                                                               |                                                                               |                                                                               |                                                                               |                                                                               |                                                                               |                                                                               |                                        |
| Восточный Тимор                              | Разменные монеты в дополнение к монетам и банкнотам доллара США               | Разменные монеты в дополнение к монетам и банкнотам доллара США               | Разменные монеты в дополнение к монетам и банкнотам доллара США               | Разменные монеты в дополнение к монетам и банкнотам доллара США               | Разменные монеты в дополнение к монетам и банкнотам доллара США               | Сентаво                                                                       | 1⁄100                                                                         | = 1 цент США                                                                  | [ tl 1 ]                               |
| Эквадор                                      | Разменные монеты в дополнение к монетам и банкнотам доллара США               | Разменные монеты в дополнение к монетам и банкнотам доллара США               | Разменные монеты в дополнение к монетам и банкнотам доллара США               | Разменные монеты в дополнение к монетам и банкнотам доллара США               | Разменные монеты в дополнение к монетам и банкнотам доллара США               | Сентаво                                                                       | 1⁄100                                                                         | = 1 цент США                                                                  | [ ec 2 ]                               |
| Американское Самоа                           | Доллар (Американского Самоа)                                                  | Коллекционные монеты                                                          |                                                                               | $                                                                             | Внешнее                                                                       | —                                                                             | —                                                                             | = 1 USD                                                                       | [ as 1 ] [ as 2 ]                      |
| Виргинские Острова (Великобритания)          | Доллар (виргинский)                                                           | Коллекционные монеты                                                          |                                                                               | $                                                                             | Внешнее                                                                       | Цент                                                                          | 1⁄100                                                                         | = 1 USD                                                                       | [ vg 1 ] [ vg 2 ] [ vg 3 ]             |
| Маршалловы Острова                           | Доллар (Маршалловых островов)                                                 | Коллекционные монеты                                                          |                                                                               | $                                                                             | Внешнее                                                                       | —                                                                             | —                                                                             | = 1 USD                                                                       | [ mh 1 ] [ mh 2 ] [ mh 3 ]             |
| Палау                                        | Доллар (Палау)                                                                | Коллекционные монеты                                                          |                                                                               | $                                                                             |                                                                               | —                                                                             | —                                                                             | = 1 USD                                                                       | [ pw 1 ] [ pw 2 ] [ pw 3 ]             |
| Теркс и Кайкос                               | Крона (Теркса и Кайкоса)                                                      | Коллекционные монеты                                                          |                                                                               |                                                                               | Внешнее                                                                       | —                                                                             | —                                                                             | = 1 USD                                                                       | [ tc 1 ] [ tc 2 ] [ tc 3 ]             |
| Базовая валюта — новозеландский доллар (NZD) |                                                                               |                                                                               |                                                                               |                                                                               |                                                                               |                                                                               |                                                                               |                                                                               |                                        |
| Ниуэ                                         | Монеты Ниуэ                                                                   | Коллекционные монеты                                                          |                                                                               | $                                                                             | Внешнее                                                                       | Цент                                                                          | 1⁄100                                                                         | = 1 NZD                                                                       | [ nu 1 ] [ nu 2 ] [ nu 3 ]             |
| Острова Кука                                 | Доллар Островов Кука                                                          | Коллекционные монеты и банкноты                                               |                                                                               | $                                                                             | Внешнее                                                                       | Цент                                                                          | 1⁄100                                                                         | = 1 NZD                                                                       | [ ck 1 ]                               |
| Острова Питкэрн                              | Доллар Островов Питкэрн                                                       | Коллекционные монеты                                                          |                                                                               | $                                                                             | Внешнее                                                                       | Цент                                                                          | 1⁄100                                                                         | = 1 NZD                                                                       | [ pn 1 ] [ pn 2 ]                      |
| Токелау                                      | Тала (Токелау)                                                                | Сувенирные монеты                                                             |                                                                               | $                                                                             | Внешнее                                                                       | Цент                                                                          | 1⁄100                                                                         | = 1 NZD                                                                       | [ tk 1 ]                               |
| Базовая валюта — австралийский доллар (AUD)  |                                                                               |                                                                               |                                                                               |                                                                               |                                                                               |                                                                               |                                                                               |                                                                               |                                        |
| Кирибати                                     | Доллар (Кирибати)                                                             | Коллекционные монеты                                                          |                                                                               | $                                                                             | Внешнее                                                                       | Цент                                                                          | 1⁄100                                                                         | = 1 AUD                                                                       | [ ki 1 ] [ ki 2 ] [ ki 3 ]             |
| Науру                                        | Доллар (Науру)                                                                | Коллекционные монеты                                                          |                                                                               | $                                                                             | Внешнее                                                                       | —                                                                             | —                                                                             | = 1 AUD                                                                       | [ nr 1 ] [ nr 2 ] [ nr 3 ]             |
| Тувалу                                       | Доллар (Тувалу)                                                               | Коллекционные монеты                                                          |                                                                               | $                                                                             | Внешнее                                                                       | Цент                                                                          | 1⁄100                                                                         | = 1 AUD                                                                       | [ tv 1 ] [ tv 2 ] [ tv 3 ]             |
| Другие базовые валюты                        |                                                                               |                                                                               |                                                                               |                                                                               |                                                                               |                                                                               |                                                                               |                                                                               |                                        |
| Лихтенштейн                                  | Франк (лихтенштейнский)                                                       | Коллекционные монеты                                                          |                                                                               | Fr                                                                            |                                                                               | —                                                                             | —                                                                             |                                                                               | [ li 1 ]                               |
| Западная Сахара                              | Песета (сахарская)                                                            | Коллекционные монеты                                                          |                                                                               | Pta (мн. Ptas)                                                                |                                                                               | —                                                                             | —                                                                             |                                                                               | [ eh 1 ] [ eh 2 ] [ eh 3 ]             |
| Сан-Марино                                   | Скудо (сан-маринский)                                                         | Коллекционные монеты                                                          |                                                                               |                                                                               |                                                                               | —                                                                             | —                                                                             |                                                                               | [ sm 1 ] [ sm 2 ]                      |

## Денежные знаки государств и территорий, не включённых в стандарт ISO 3166-1

### Краткий обзор
В данном разделе перечислены валюты, которые эмитируются зависимыми территориями, государственными или административными образованиями, не включёнными в стандарт ISO 3166-1. При этом, в отличие от региональных валют, они без ограничений принимаются на всей территории государства, а не только в соответствующем регионе, их выпуск регулируется в том числе центральным эмиссионным центром государства. Наиболее известными из них являются шотландский и североирландский фунты (их выпуск в том числе регулируется Банком Англии), которые имеют право выпускать соответственно три шотландских и четыре североирландских банка — и каждый в своём собственном дизайне, а также мальтийский скудо. При этом сегодня денежная единица Мальтийского ордена — одна из очень немногих современных недесятичных валют: основная денежная единица (скудо) состоит из 12 более мелких (тари), которые, в свою очередь, делятся на 20 ещё более мелких (грано).
В данный раздел также включён абхазский апсар, выпущенный в качестве памятной монеты Банком Абхазии, частично признанного государства, которое не упомянуто в стандарте ISO 3166-1, но входит в Общероссийский классификатор стран мира. Необходимо при этом отметить, что «официальной денежной единицей (валютой) Республики Абхазия является рубль Российской Федерации». Вместе с тем памятные монеты Банка Абхазии (апсары), которые «имеют исторические наименования денег, обращавшихся на территории древней Абхазии», «являются платёжным средством по их номинальной стоимости, имеющей твёрдый эквивалент в российских рублях» (1 единица равна 10 российским рублям), но «не могут быть использованы в качестве средства платежа в системе розничной торговли».

### Список денежных знаков
| Государство (автономия)                 | Основные сведения о валюте              | Основные сведения о валюте              | Основные сведения о валюте              | Основные сведения о валюте              | Основные сведения о валюте              | Основные сведения о валюте              | Разменная монета                          | Разменная монета                          | Курс                                    | АИ / ДИ                                 |                                         |
| Государство (автономия)                 | Название                                | Тип                                     | Статус                                  | Знак                                    | Изображение                             | Год                                     | Название                                  | Доля                                      | Курс                                    | АИ / ДИ                                 |                                         |
| Базовая валюта — российский рубль (RUB) | Базовая валюта — российский рубль (RUB) | Базовая валюта — российский рубль (RUB) | Базовая валюта — российский рубль (RUB) | Базовая валюта — российский рубль (RUB) | Базовая валюта — российский рубль (RUB) | Базовая валюта — российский рубль (RUB) | Базовая валюта — российский рубль (RUB)   | Базовая валюта — российский рубль (RUB)   | Базовая валюта — российский рубль (RUB) | Базовая валюта — российский рубль (RUB) | Базовая валюта — российский рубль (RUB) |
| --------------------------------------- | --------------------------------------- | --------------------------------------- | --------------------------------------- | --------------------------------------- | --------------------------------------- | --------------------------------------- | ----------------------------------------- | ----------------------------------------- | --------------------------------------- | --------------------------------------- | --------------------------------------- |
| Республика Абхазия                      | Апсар (абхазский)                       | Коллекционные монеты                    | LTU                                     | —                                       |                                         | 2011                                    | —                                         | —                                         | = RUB 10                                | [ abh 2 ] [ abh 3 ]                     |                                         |
| Базовая валюта — евро (EUR)             |                                         |                                         |                                         |                                         |                                         |                                         |                                           |                                           |                                         |                                         |                                         |
| Мальтийский орден                       | Скудо Мальтийского ордена               |                                         |                                         | —                                       | Внешнее                                 | 2008                                    | Тари (грано)                              | 1⁄12 (1⁄240)                              | = EUR 0,24                              | [ mlt 1 ]                               |                                         |
| Базовая валюта — фунт стерлингов (GBP)  |                                         |                                         |                                         |                                         |                                         |                                         |                                           |                                           |                                         |                                         |                                         |
| Северная Ирландия                       | Фунт (североирландский)                 | Банкноты в обращении                    | LTC                                     | £                                       | Внешнее                                 | 2011                                    | Британский пенни (1⁄100 фунта стерлингов) | Британский пенни (1⁄100 фунта стерлингов) | = GBP 1                                 | [ nir 1 ] [ nir 2 ]                     |                                         |
| Шотландия                               | Фунт (шотландский)                      | Банкноты в обращении                    | LTC                                     | £                                       | Внешнее                                 | 2011                                    | Британский пенни (1⁄100 фунта стерлингов) | Британский пенни (1⁄100 фунта стерлингов) | = GBP 1                                 | [ sct 1 ] [ sct 2 ]                     |                                         |

## Исторические денежные единицы, не входившие в стандартISO 4217
Стандарт ISO 4217 был утверждён в феврале 1978 года. В этом разделе приводятся некоторые исторические, уже не эмитируемые денежные единицы, которые за время существования стандарта не были включены ни в одну из его редакций. Это, например, валюты карликовых государств Европы, которые в 2002 году были заменены на евро, или переходные (временные) валюты государств, образовавшихся после распада СССР, которые долгое время имели параллельное хождение с советским и российским рублём.
| Государство                                                                       | Основные сведения о валюте                                                        | Основные сведения о валюте                                                        | Основные сведения о валюте                                                        | Основные сведения о валюте                                                        | Основные сведения о валюте                                                        | Разменная монета                                                                  | Разменная монета                                                                  | Заменена                                                                          | Новая валюта                                                                      | Курс                                                                              | АИ / ДИ                                                                           |
| Государство                                                                       | Название                                                                          | Введена                                                                           | Код                                                                               | Знак                                                                              | Изображение                                                                       | Название                                                                          | Доля                                                                              | Заменена                                                                          | Новая валюта                                                                      | Курс                                                                              | АИ / ДИ                                                                           |
| Параллельные валюты — итальянская лира или французский франк, новая валюта — евро | Параллельные валюты — итальянская лира или французский франк, новая валюта — евро | Параллельные валюты — итальянская лира или французский франк, новая валюта — евро | Параллельные валюты — итальянская лира или французский франк, новая валюта — евро | Параллельные валюты — итальянская лира или французский франк, новая валюта — евро | Параллельные валюты — итальянская лира или французский франк, новая валюта — евро | Параллельные валюты — итальянская лира или французский франк, новая валюта — евро | Параллельные валюты — итальянская лира или французский франк, новая валюта — евро | Параллельные валюты — итальянская лира или французский франк, новая валюта — евро | Параллельные валюты — итальянская лира или французский франк, новая валюта — евро | Параллельные валюты — итальянская лира или французский франк, новая валюта — евро | Параллельные валюты — итальянская лира или французский франк, новая валюта — евро |
| --------------------------------------------------------------------------------- | --------------------------------------------------------------------------------- | --------------------------------------------------------------------------------- | --------------------------------------------------------------------------------- | --------------------------------------------------------------------------------- | --------------------------------------------------------------------------------- | --------------------------------------------------------------------------------- | --------------------------------------------------------------------------------- | --------------------------------------------------------------------------------- | --------------------------------------------------------------------------------- | --------------------------------------------------------------------------------- | --------------------------------------------------------------------------------- |
| Андорра                                                                           | Динер (андоррский)                                                                | 1964                                                                              | (ADD)                                                                             | D.                                                                                |                                                                                   | Сантим                                                                            | 1⁄100                                                                             | 2009                                                                              | Евро (EUR)                                                                        | = 5 FRF (≈ 0,75—0,77 EUR)                                                         | [ ad 1 ]                                                                          |
| Ватикан                                                                           | Лира (ватиканская)                                                                | 1929                                                                              | (VAL)                                                                             | L                                                                                 |                                                                                   | Чентезимо                                                                         | 1⁄100                                                                             | 01.01.2002                                                                        | Евро (EUR)                                                                        | = 1 ITL (1936,27 VAL : 1 EUR)                                                     | [ va 1 ]                                                                          |
| Монако                                                                            | Франк (монегасский)                                                               | 1837                                                                              | (MCF)                                                                             | f                                                                                 |                                                                                   | Сантим                                                                            | 1⁄100                                                                             | 01.01.2002                                                                        | Евро (EUR)                                                                        | = 1 FRF (6,55957 MCF : 1 EUR)                                                     | [ mc 1 ]                                                                          |
| Сан-Марино                                                                        | Лира (сан-маринская)                                                              | 1864—1894                                                                         | (SML)                                                                             | L                                                                                 |                                                                                   | Чентезимо                                                                         | 1⁄100                                                                             | 01.01.2002                                                                        | Евро (EUR)                                                                        | = 1 ITL (1936,27 SML : 1 EUR)                                                     | [ sm 1 ]                                                                          |
| Параллельные валюты — советский рубль и российский рубль                          |                                                                                   |                                                                                   |                                                                                   |                                                                                   |                                                                                   |                                                                                   |                                                                                   |                                                                                   |                                                                                   |                                                                                   |                                                                                   |
| Азербайджан                                                                       | Манат (азербайджанский)                                                           | 15.08.1992 (01.01.1994)                                                           | (AYM)                                                                             | man. • ман.                                                                       |                                                                                   | Гяпик                                                                             | 1⁄100                                                                             | 25.08.1994                                                                        | Азербайджанский манат (AZM)                                                       | = 10 SUR/RUR (1 AYM : 1 AZM)                                                      | [ az 1 ]                                                                          |
| Беларусь                                                                          | Рубль, «зайчик» (белорусский)                                                     | 25.05.1992 (05.1994)                                                              | (BYL)                                                                             | —                                                                                 |                                                                                   | Копейка                                                                           | 1⁄100                                                                             | 20.08.1994                                                                        | Белорусский рубль (BYB)                                                           | = 10 SUR/RUR (10 BYL : 1 BYB)                                                     | [ by 1 ]                                                                          |
| Молдова                                                                           | Купон (молдавский)                                                                | 10.06.1992 (09.08.1993)                                                           | (MDC)                                                                             | —                                                                                 |                                                                                   | Копейка                                                                           | 1⁄100                                                                             | 29.11.1993                                                                        | Молдавский лей (MDL)                                                              | = 1 SUR/RUR (1000 MDC : 1 MDL)                                                    | [ md 1 ]                                                                          |
| Узбекистан                                                                        | Купон, сум-купон (узбекский)                                                      | 15.11.1993                                                                        | (UZC)                                                                             | —                                                                                 |                                                                                   | Копейка                                                                           | 1⁄100                                                                             | 01.07.1994                                                                        | Узбекский сум (UZS)                                                               | = 1 SUR/RUR (1 000 000 UZC : 1 UZS)                                               | [ uz 1 ]                                                                          |

Также:
- Гваделупский франк
- Франк Мартиники
- Франк Французской Гвианы